# André Chorda
André Chorda (Charleval, 1938. február 20. – Nizza, 1998. június 18.) francia válogatott labdarúgó. 
A francia válogatott tagjaként részt vett az 1960-as Európa-bajnokságon és az 1966-os világbajnokságon.

## Sikerei, díjai
Nice
- Francia bajnok (1): 1958–59
- Francia szuperkupa (1): 1970